# Yohualichan

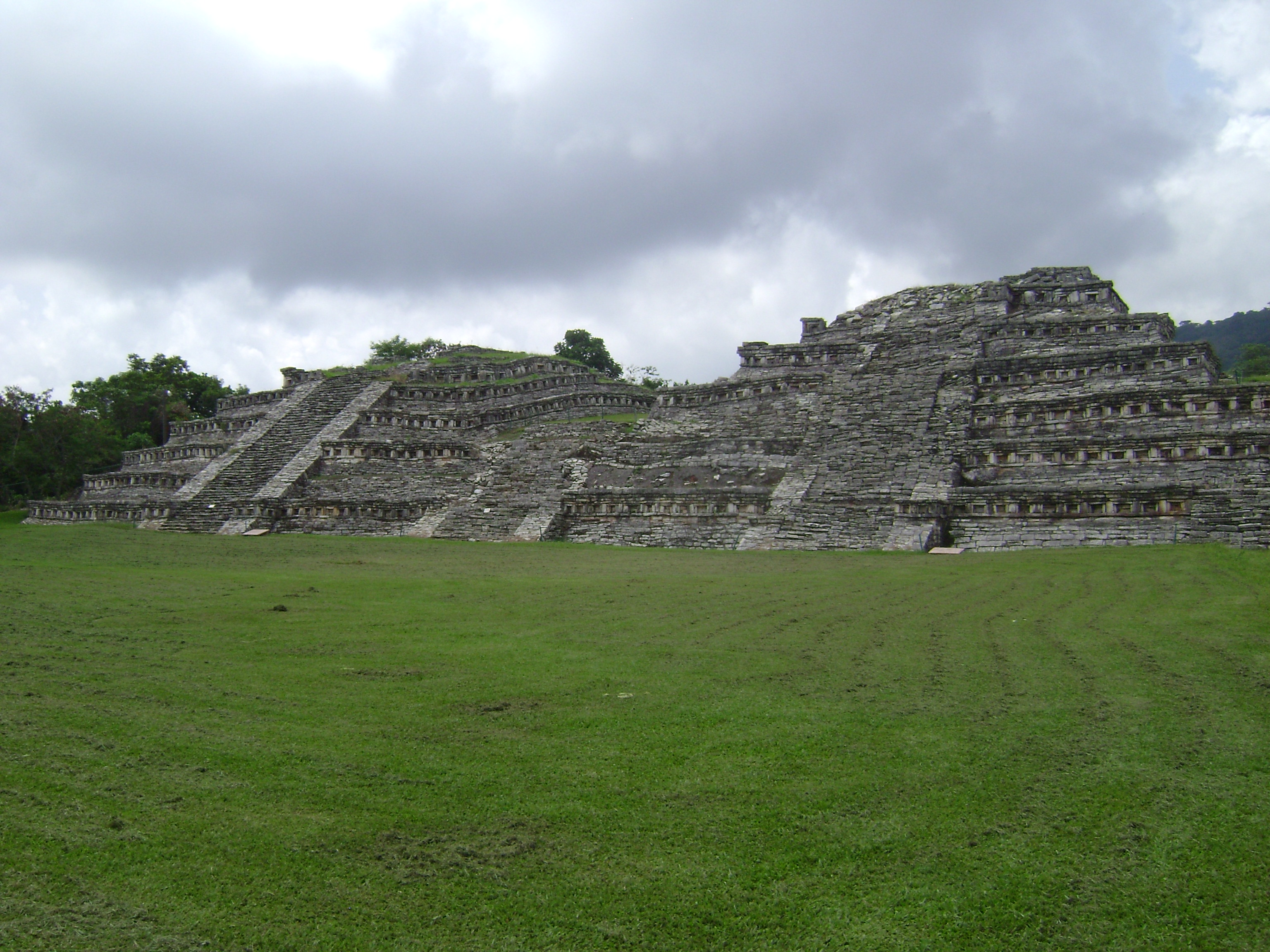
Zwillingspyramide von Yohualichan

Yohualichan ist eine mesoamerikanische Kultstätte der Totonaken bei der Stadt Cuetzalan im heutigen mexikanischen Bundesstaat Puebla. Der originale Name der Stätte ist unbekannt, der Nahuatl-Name Yohualichan bedeutet ‚Haus der Nacht‘.

## Lage
Die archäologische Stätte von Yohualichan liegt auf einem Hügel in ca. 700 m Höhe ü. d. M. und etwa 8 km nördlich der Stadt Cuetzalan del Progreso. Die Entfernung zur Küste des Golfs von Mexiko beträgt etwa 65 km Luftlinie; das totonakische Kultzentrum von El Tajín ist ca. 50 km in nördlicher Richtung entfernt.

## Geschichte
Yohualichan wurde wahrscheinlich zu Beginn der klassischen Periode, d. h. um 200 n. Chr., gegründet und in der postklassischen Zeit (um 1200) aufgegeben. Zu Beginn der aztekischen Dominanz über die Region, also in der Zeit um das Jahr 1475 war die Kultstätte bereits weitgehend verlassen. Sie wurde erst in den 1920er Jahren von den Archäologen wiederentdeckt und in den Jahren 1978 bis 1996 freigelegt, restauriert bzw. in Teilen auch rekonstruiert.

## Ruinenstätte

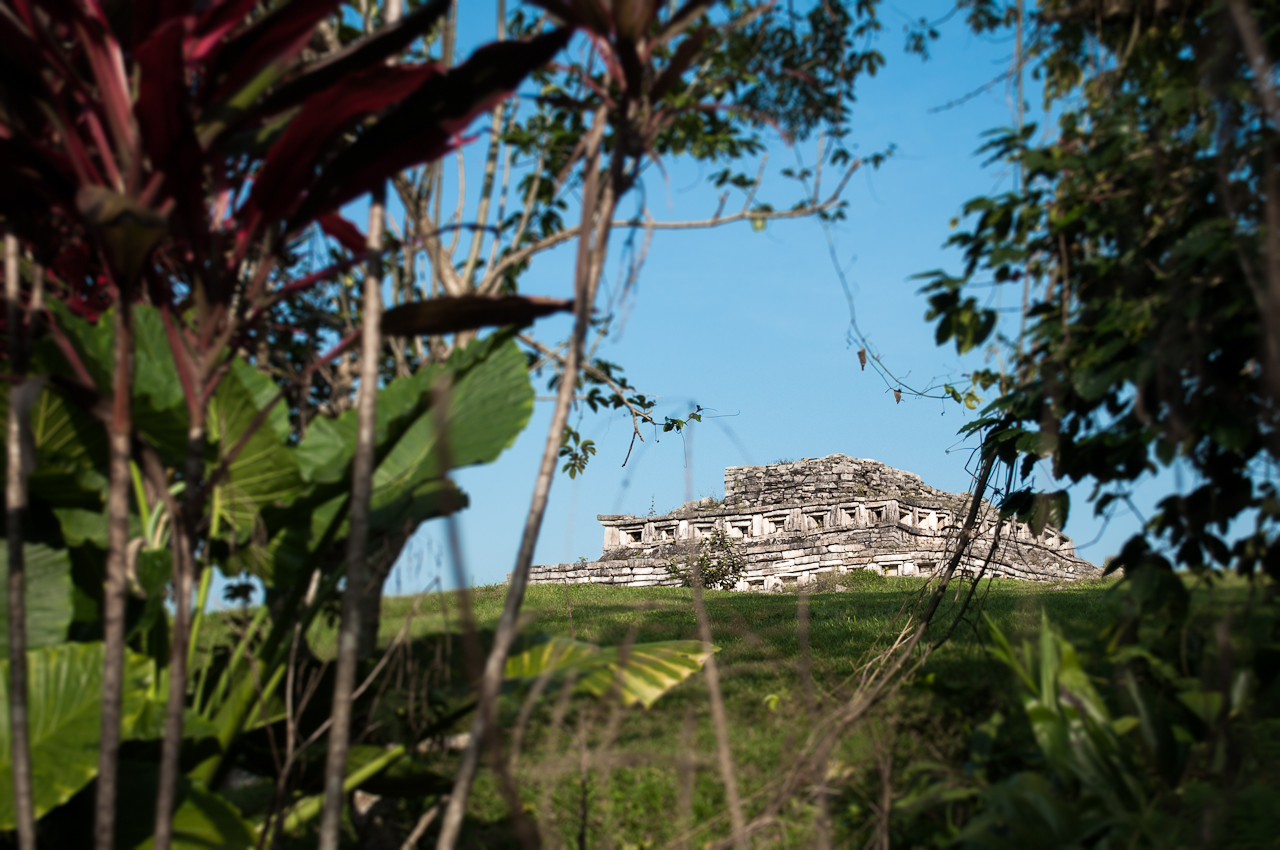
Ruinenstätte

Das an der höchsten Stelle einer leichten Anhöhe befindliche Zeremonialzentrum der ehemaligen Stadt gruppiert sich um einen rechteckigen Platz und besteht aus mehreren Tempelpyramiden, deren größte ein Zwillingsbau ist. Die Bedeutung der Stätte geht darüber hinaus auch aus dem Vorhandensein eines etwa 90 m langen Ballspielplatzes hervor – eines der größten in Mesoamerika, von dem jedoch nur die etwa 1,50 m hohen Seitenmauern erhalten sind, die exakt auf eine der Tempelpyramiden hin ausgerichtet sind. Die Pyramiden bestehen aus einem aufgeschütteten Kern mit einer Außenverkleidung aus exakt behauenen und montierten Steinen, die in der näheren Umgebung gebrochen und hierhin transportiert wurden. Man muss jedoch annehmen, dass selbst die zahlreichen Nischen mit einer Stuckschicht und farbigen Malereien bedeckt waren.

## Architektur
Die erhaltenen Strukturen der Kultstätte weisen im Äußeren allesamt dekorativ wirkende Nischen auf, wie sie für die Architektur der Totonaken charakteristisch sind. Die Pyramidenkörper sind mehrfach angestuft, jedoch ohne das Talud-tablero-Schema zu zeigen, welches für die damals in der Region dominante Kultstätte von Teotihuacan typisch war – ob das Fehlen dieser Bauweise auch politisch zu verstehen ist, bleibt unklar. Gleiches gilt für die Frage, ob die seitlichen Flächen des abgestuften Baukörpers der Pyramide bei zeremoniellen Anlässen von Fahnenträgern oder anderen Personen betreten werden durften.
Die nur noch in ihrem Grundriss erkennbaren Tempel an der Spitze der Pyramiden waren von den Priesterkönigen über stetig ansteigende und von seitlichen Mauern begrenzte Treppen erreichbar, die allesamt auf den großen Platz hin ausgerichtet waren.

## Spanische Kapelle

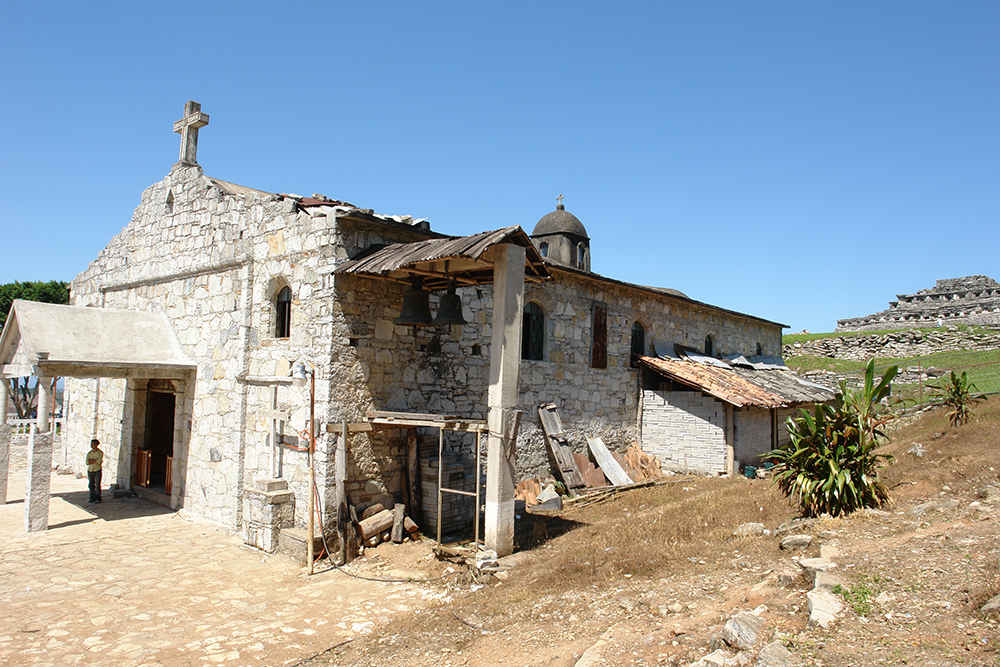
Spanische Kapelle

Die Spanier errichteten kurz nach ihrer Ankunft in der Region (um 1522) eine kleine einschiffige Kapelle am Hang des Hügels zu Füßen des ehemaligen Zeremonialzentrums – ein Indiz dafür, dass sich damals in der Nähe noch eine oder mehrere Indio-Siedlungen befanden. Der schmucklose, aus Bruchsteinen errichtete Bau hat weder eine erkennbare Apsis noch einen Glockengiebel – die Glocken waren an einer seitlichen Holzständerkonstruktion aufgehängt und müssen noch immer per Hand geläutet werden. Auf dem kleinen Platz vor der Kapelle befindet sich ein etwa 20 m hoher Stamm für das grandiose Schauspiel der Voladores.